# Isleños (Luisiana)

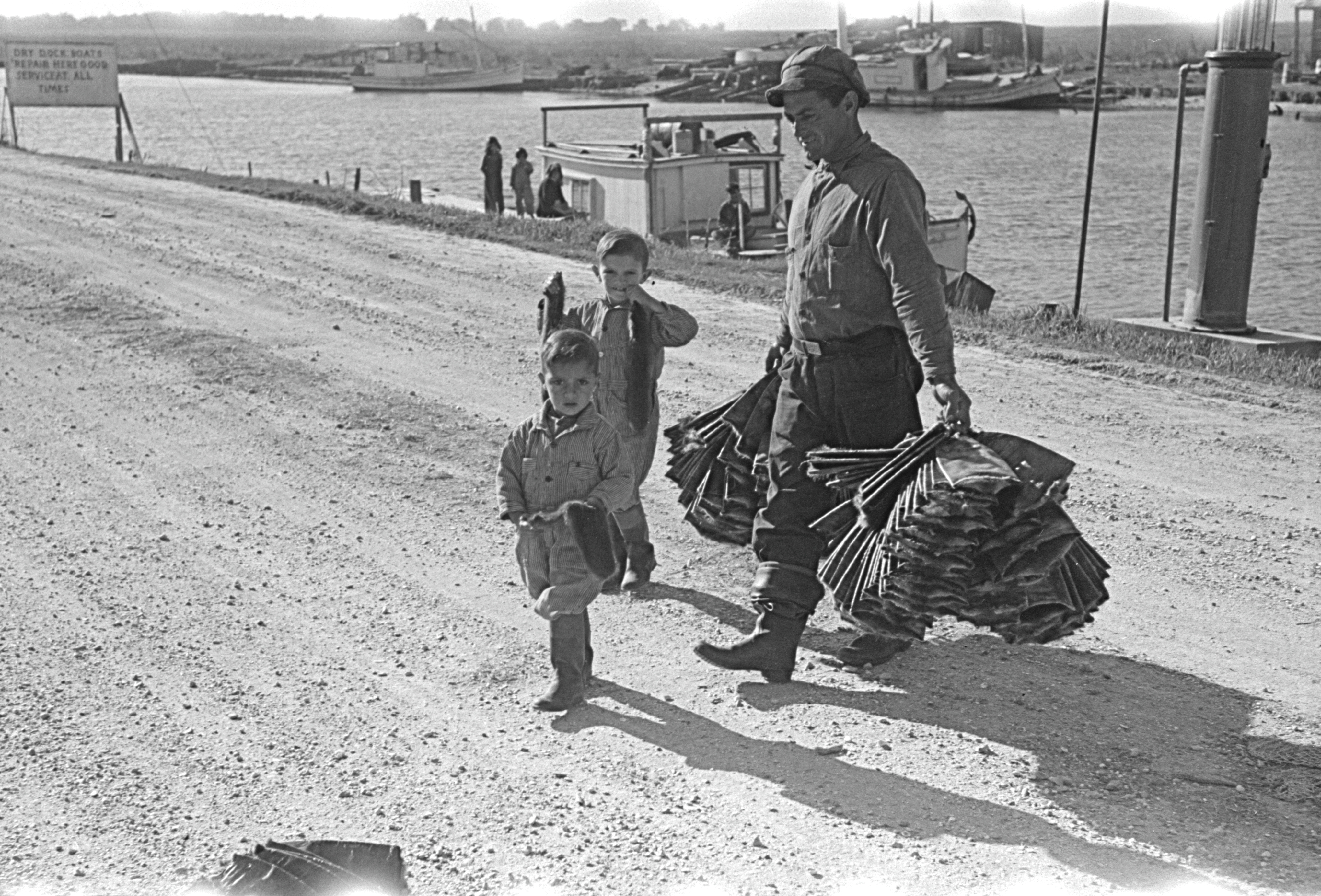
Isleño de Luisiana cargando pieles de rata almizclera de camino a una subasta de la FSA (Farm Security Administration) en Delacroix Island (Luisiana) en 1941

Los isleños de Luisiana son un grupo étnico que vive en el estado estadounidense de Luisiana, formado por personas de ascendencia principalmente canaria. La mayoría de sus miembros son descendientes de colonos canarios que se asentaron en la Luisiana española durante el siglo XVIII, entre 1778 y 1783. El término también puede aplicarse informalmente a cualquier persona de ascendencia canaria o a un inmigrante canario que viva en Luisiana. Este término se distingue del término "isleños", que se refiere a las personas de ascendencia canaria que actualmente viven en cualquier país del continente americano.
Los isleños de Luisiana forman cuatro comunidades que hablan dialectos del castellano: los isleños de la Parroquia de St. Bernard, que han logrado preservar su cultura y su dialecto canario, aunque ninguno de la generación más joven habla más que unas pocas palabras; los brulis, que viven en hogares dispersos en el sur de Luisiana y hablan un dialecto con préstamos franceses; y los adaeseños de las parroquias de Natchitoches y Sabine, que hablan un dialecto muy similar con préstamos del náhuatl de México. Las comunidades isleñas de la parroquia de San Bernardo también han conservado el dialecto canario que se hablaba desde el siglo XVIII hasta la actualidad, aunque corre el riesgo de desaparecer con los últimos hablantes entre los ancianos.
El éxito de los isleños en Luisiana y Texas en la preservación de su cultura ha llevado a algunos historiadores y antropólogos, como José Manuel Balbuena Castellano, a considerar a la comunidad isleña como patrimonio cultural tanto de los Estados Unidos como de las islas Canarias.

## Historia
A finales del siglo XVI los viñedos cubrían gran parte de Tenerife, y a mediados de la década de 1650 la exportación de sus vinos a Inglaterra se había convertido en crucial para la economía de las Canarias. Con la crisis ocasionada por el colapso del comercio del vino canario de malvasía (llamado "malmsey" en Inglaterra) en el siglo XVIII, se produjo un aumento de la pobreza. A partir de finales del siglo XVIII, se cultivaban en las Canarias chumberas para que sirvieran como plantas hospederas de las cochinillas con las que se fabricaba el tinte carmín. Se convirtió en una importante exportación de las islas por derecho propio, pero este comercio colapsó a su vez después de que el tinte comenzara a producirse sintéticamente en Europa. La mayoría de las personas afectadas eran agricultores y trabajadores que habían perdido sus empleos y cuyo único sustento eran actividades marginales como la venta de carbón, la minería, la mendicidad, etc. La falta de oportunidades de empleo y una política de distribución inadecuada de la tierra condujeron a levantamientos populares. La movilización del ejército para el servicio en Europa y América también afectó negativamente a las islas. El gobernador español de Luisiana, Bernardo de Gálvez, deseoso de poblar el territorio recién adquirido, buscó reclutas de las Canarias (preferiblemente casados y con hijos) para que se alistaran en el ejército español y fueran enviados a Luisiana, ofreciéndoles la oportunidad de escapar de la economía de subsistencia y mejorar su situación. Unos pocos miles eligieron hacerlo.
A petición del gobernador Gálvez, las autoridades españolas autorizaron el transporte de soldados canarios y sus familias a la colonia en 1778. Entre noviembre de 1778 y julio de 1779, alrededor de 1600 isleños llegaron a Nueva Orleans, y otro grupo de unos 300 llegó en 1783. En 1779 se fundaron tres comunidades isleñas. Alrededor de 400 de los inmigrantes fueron enviados al nuevo asentamiento de Villa de Gálvez (actual Galveztown). Otros doscientos canarios se establecieron en Valenzuela, mientras que un tercer grupo se estableció en San Bernardo en 1779. Esta colonia creció con los 300 colonos que llegaron en 1783, sin embargo, muchos de los colonos fueron reubicados en Luisiana por diferentes razones: Barataria sufrió dos huracanes en 1779 y 1780, por lo que fue abandonada y su población se distribuyó en otras zonas de Luisiana (aunque algunos de sus pobladores emigraron a Florida Occidental) y en 1782, un grupo escindido de colonos canarios de San Bernardo emigró a Valenzuela y se produjeron casamientos con los cajunes que ya vivían allí. Más tarde, en 1790, otro grupo de colonos de origen canario y mexicano abandonó el asentamiento de Galveston, Texas, para escapar de las repentinas inundaciones y prolongadas sequías de la zona y se asentó en la Villa de Gálvez, Luisiana.
En 1782, durante la Revolución de las Trece Colonias, Bernardo de Gálvez reclutó isleños de los tres asentamientos canarios de Luisiana y Villa de Gálvez para unirse a la revolución. Participaron en las tres grandes campañas militares (Baton Rouge, Mobile y Pensacola), que expulsaron a los británicos de la costa del Golfo. En septiembre de 1814, los isleños se enteraron de una posible invasión británica, que los llevó a organizar tres compañías de un regimiento, y el 16 de diciembre de 1814, lucharon contra los británicos en una de las batallas de la Guerra anglo-estadounidense de 1812. Desde entonces, las diferentes comunidades isleñas han tenido historias separadas.